# Euglossa bazinga
Euglossa bazinga este o specie de albină găsită în Brazilia. Este denumită după sloganul personajului fictiv Dr. Sheldon Cooper din serialul Teoria Big Bang. Specia a fost anterior identificată greșit drept Euglossa ignita. Este amenințată de pierderea habitatului.

## Taxonomie și denumire
Euglossa bazinga este una din cele aproximativ 130 de specii identificate în prezent în genul albinelor de orhidee, Euglossa. E. bazinga fusese anterior identificată greșit drept Euglossa ignita Smith, 1874. Biologii brazilieni André Nemésio de la Universidade Federal de Uberlândia și Rafael R. Ferrari de la Universidade Federal de Minas Gerais au diferențiat cele două specii, iar descoperirile lor au fost publicate în numărul din decembrie 2012 al revistei Zootaxa. Autorii au numit specia în onoarea sloganului personajului Sheldon Cooper, interpretat de actorul Jim Parsons, din show-ul de televiziune Teoria Big Bang. Nemésio a spus dspre nume că „Sheldon Cooper preferă cuvântul comic 'bazinga', folosit când păcălește pe cineva, și am ales acest cuvânt pentru a reprezenta caracterul insectei. Euglossa bazinga ne-a păcălit de ceva timp din cauza asemănării sale cu E. ignita, ceea ce ne-a dus la utilizarea 'bazinga'”. În mod ironic, personajul este alergic la albine.

## Răspândire și habitat
E. bazinga a fost identificată în zonele centrale și de nord din Mato Grosso, Brazilia. Această albină este una dintre puținele specii din acest gen care apar în Cerrado, un ecosistem de savană.

## Morfologie și identificare
E. bazinga este cea mai mică dintre speciile Euglossa aparținând subgenului Glossura, dar are cea mai lungă limbă raportat la dimensiunea corpului.